# Ferdinand von Galen zu Assen
Ferdinand von Galen zu Assen (Taufname: Ferdinand Karl Alexander Benedikt Anton Maria) (* 12. Juli 1750 in Münster; † 11. November 1803 ebenda) war Droste des Amtes Meppen, Geheimrat und Oberjägermeister im Hochstift Münster.

## Leben

### Herkunft und Familie
Ferdinand von Galen zu Assen entstammt der Familie von Galen. Er wurde als Sohn des Wilhelm Ferdinand von Galen zu Assen und seiner Gemahlin Sophie Louise von Merveldt zu Westerwinkel (1730–1810) geboren und wuchs zusammen mit seinem Bruder Clemens August Josef, seiner Schwester Maria (1752–1829, ⚭ Clemens August von Ketteler) und seinem Halbbruder Clemens August Ferdinand, der im frühen Alter von 27 Jahren verstarb, auf.

### Werdegang und Wirken
Ferdinand Karl erhielt im Jahre 1767 die Galensche Familienpräbende in Worms und in Minden. Ein Jahr später wurde er der Münsterschen Ritterschaft präsentiert.
Nachdem sein Bruder Clemens August Josef im Jahre 1770 verzichtete, erhielt er die Galensche Präbende in Münster und Osnabrück. Eine weitere Dompräbende erhielt er im gleichen Jahre in Halberstadt. Es schloss sich ein dreijähriges Studium in Rom und Pisa an. Im September 1788 erhielt er die Subdiakonatsweihe und die Obedienz in Ladbergen. 1790 wurde er Oberjägermeister. Im Jahre 1796 erteilte der Papst Leo XIII. die Dispens von der höheren Weihe. 1797 verzichtete er auf die Präbenden und heiratete am 21. Juni 1797 Ferdinandine Antonia Maria von Mengersen (1773–1824). Die Ehe blieb kinderlos.
Am 25. Februar 1800 war seine Ernennung zum münsterischen Geheimrat. Am 11. April 1801 wurde er zum Drosten des Amtes Meppen bestallt.
Er war Domherr und Kapitular an mehreren Domstiften.